# Karl Wintersberger
Karl Wintersberger, auch Carl Wintersberger (* 27. Oktober 1880 in Eggenfelden; † 28. April 1970 in Bamberg) war ein deutscher Jurist und Staatsanwalt. Als Staatsanwalt im Bezirk München I machte er sich den Ruf, Rechtsradikale zur Rechenschaft zu ziehen, indem er erfolgreich 40 Angehörigen des Stoßtrupps Hitler nach dem gescheiterten Hitler-Ludendorff-Putsch von 1923 strafrechtlich verfolgte. 1934 als Oberstaatsanwalt in München II ermittelte er gemeinsam mit Josef Hartinger aufgrund der nicht natürlichen Todesursachen im KZ Dachau gegen den KZ-Kommandanten Hilmar Wäckerle und andere wegen Mordes. Wintersberger war vor 1933 Mitglied der DNVP und trat 1937 in die NSDAP ein. Während der Zeit des Nationalsozialismus machte er als Verwaltungsjurist Karriere und wurde Senatspräsident am Oberlandesgericht Bamberg. Nach Ende des Zweiten Weltkriegs ging er in den Ruhestand.

## Schule und Studium
Karl Wintersberger war der Sohn des Buchbinders Johann-Baptist Wintersberger und seiner Frau Franziska (geb. Dirschl). Er besuchte bis zum Abitur 1900 das Wilhelmsgymnasium München. Es folgte bis 1904 ein Jurastudium an der Universität München.
1911 wird er als Hilfsarbeiter bei der Staatsanwaltschaft geführt und 1915 bei einer Kanzlei in der Rosenstraße gelistet. Er heiratete Maria Grünenthal, mit der er eine Tochter hatte.

## Erster Weltkrieg
Am 18. Dezember 1916 trat Wintersberger dem 1. Reserve-Bataillon des 22. Bayerischen Infanterie-Regiments bei und wurde in München, Zweibrücken und Ludwigshafen stationiert.

## Ermittlungen im KZ Dachau
Der Erste Staatsanwalt am Landgericht München II Josef Hartinger hatte Anfang 1933 begonnen, wegen der Ermordung mehrerer KZ-Häftlinge, unter ihnen Rudolf Benario, zu ermitteln. Im April stellte er die Ermittlungen ein, da er eine Straftat nicht beweisen konnte und sich durch seine Vorgesetzten nicht ausreichend unterstützt fühlte. Nach einer Reihe weiterer Morde im KZ Dachau nahm Wintersberger, Oberstaatsanwalt und Vorgesetzter Hartingers, die Ermittlungen wieder auf. Auch seine Ermittlungen wurden durch die SS-Mannschaft des KZ behindert, allerdings konnte er die Morde an Sebastian Nefzger und Alfred Strauß nachweisen und am 1. Juni 1933 beim Landgericht München II Anklage einreichen. Zugleich beantragte er Haftbefehle wegen Verdunklungsgefahr. Die Fallakten gelangten über Justizminister Hans Frank zu Innenminister Wagner, dem formellen Vorgesetzten Heinrich Himmlers. Wagner hielt die Akten unter Verschluss, die Verfahren wurden nicht weiter verfolgt und Wintersberger im März 1934 nach Bamberg versetzt.